# Sean Connery/Filmografie

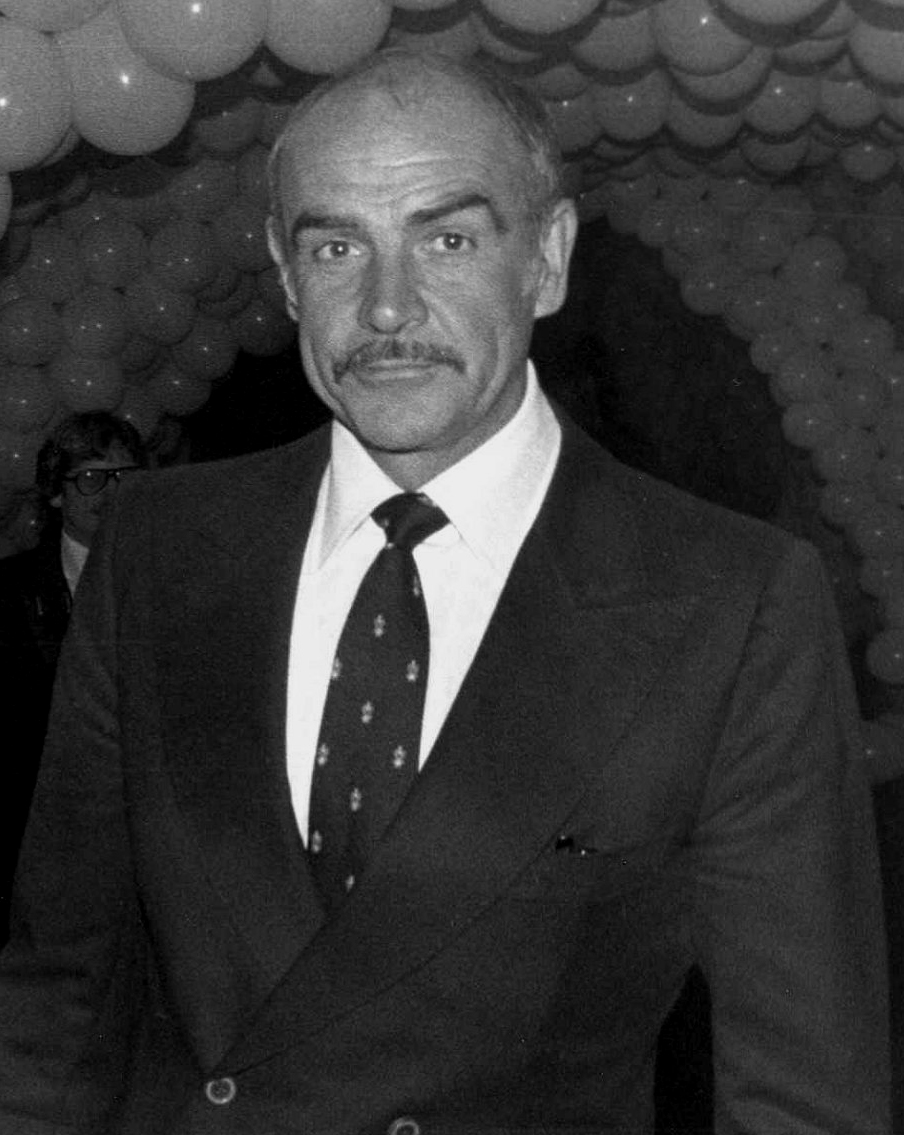
Sean Connery im Jahr 1980

Sean Connerys Filmografie nennt die Filme, in denen der schottische Filmschauspieler Sean Connery mitgewirkt hat. In seiner über 60-jährigen Schauspielerkarriere war er in über 90 Filmen zu sehen, ebenso in vereinzelten Fernsehserien und Dokumentationen.
Sein Filmdebüt hatte Connery 1954 in Lilacs in the Spring, einem Musicalfilm von Herbert Wilcox. Nachdem er ab den späten 1950er Jahren Hauptrollen in verschiedenen britischen Filmen gehabt hatte, gelang ihm 1962 mit James Bond – 007 jagt Dr. No der internationale Durchbruch. Die Rolle des Geheimagenten James Bond, seine mit Abstand bekannteste, verkörperte er insgesamt sieben Mal. In den 1970er Jahren entwickelte er sich zum Charakterdarsteller, künstlerische Anerkennung erhielt er dafür jedoch erst ab Mitte der 1980er Jahre. Für die Rolle des Franziskaners William von Baskerville im Film Der Name der Rose (1986) erhielt er den BAFTA Award als bester Hauptdarsteller, für die Verkörperung des „Jim Malone“ in The Untouchables (1987) den Oscar und den Golden Globe Award als bester Nebendarsteller. Für sein Lebenswerk erhielt er 1996 einen weiteren Golden Globe, 1998 den BAFTA-Ehrenpreis und 2005 den Europäischen Filmpreis. Seinen letzten Film drehte er 2003, danach beschränkte er sich auf Aufgaben als Synchronsprecher.

## Erklärung
- Jahr: Das Jahr, in dem der Film erstmals erschienen ist.
- Deutscher Titel: Deutscher Titel des Films. Manche Filme sind nie in Deutschland erschienen.
- Originaltitel: Originaltitel des Films.
- Regisseur: Regisseur des Films.
- Genre: Genre des Films (bsp. Abenteuerfilm, Science-Fiction, Horrorfilm, Komödie oder Drama).
- Min.: Nennt die ursprüngliche Länge des Films in der Kinofassung in Minuten. Manche Filme wurden später gekürzt, teilweise auch nur für deutschen Filmverleih. Kinofilme haben 24 Vollbilder pro Sekunde. Im Fernsehen oder auf DVD werden Filme im PAL-System mit 25 Vollbildern pro Sekunde gezeigt, siehe PAL-Beschleunigung. Dadurch ist die Laufzeit der Filme im Kino um vier Prozent länger als im Fernsehen, was bei einer Kinolaufzeit von 100 Minuten eine Lauflänge von 96 Minuten im Fernsehen bedeutet.
- Credit: Nennt, ob Sean Connery im Film im Vor- und/oder Abspann genannt wird (Ja), oder nicht (Nein).
- Rolle: Beschreibt die Rolle Sean Connerys in groben Zügen. Unter Anmerkung stehen weitere Informationen zum Film.

## Filme
| Inhaltsverzeichnis | 1950er | 1960er | 1970er | 1980er | 1990er | 2000er | 2010er |

| Jahr | Deutscher Titel                            | Originaltitel                         | Regisseur               | Genre                             | Min. | Credit | Rolle |
| ---- | ------------------------------------------ | ------------------------------------- | ----------------------- | --------------------------------- | ---- | ------ | --- |
|      |                                            |                                       |                         | 1950er                            |      |        | |
| 1954 | –                                          | Lilacs in the Spring                  | Herbert Wilcox          | Musicalfilm                       | 94   | nein   | unbestimmte Rolle |
| 1954 | –                                          | Simon                                 | Peter Zadek             | Kurzfilm                          | 35   | ja     | Polizist |
| 1956 | –                                          | Dixon of Dock Green                   | Douglas Moodie          | Fernsehserie, 1 Folge             | 45   | ja     | Joe Brasted |
| 1956 | –                                          | Sailor of Fortune                     | Michael McCarthy        | Fernsehserie, 1 Folge             | 30   | ja     | Achmed |
| 1956 | –                                          | The Escaper’s Club                    |                         |                                   |      | ja     | unbestimmte Rolle |
| 1957 | –                                          | The Jack Benny Progam                 | Ralph Levy              | Fernsehserie, 1 Folge             | 30   | ja     | Pförtner |
| 1957 | Die blinde Spinne                          | No Road Back                          | Montgomery Tully        | Kriminalfilm                      | 83   | ja     | Spike |
| 1957 | Duell am Steuer                            | Hell Drivers                          | Cy Endfield             | Actionfilm                        | 108  | ja     | Johnny Kates |
| 1957 | Operation Tiger                            | Action of the Tiger                   | Terence Young           | Actionfilm                        | 93   | ja     | Mike |
| 1957 | Zwölf Sekunden bis zur Ewigkeit            | Timelock                              | Gerald Thomas           | Thriller                          | 73   | ja     | Schweißer #1 |
| 1957 |                                            | Blood Money                           | Ralph Nelson            | Fernsehfilm                       | 90   | ja     | Harlan 'Mountain' McClintock |
| 1957 |                                            | BBC Sunday-Night Theatre              |                         | Fernsehserie, 1 Folge             |      | ja     | Harlan 'Mountain' McClintock |
| 1957 |                                            | Anna Christie                         |                         | Fernsehfilm                       | 90   | ja     | Mat Burke |
| 1957 |                                            | ITV Television Playhouse              |                         | Fernsehserie, 1 Folge             | 60   | ja     | Mat Burke |
| 1958 | Herz ohne Hoffnung                         | Another Time, Another Place           | Lewis Allen             | Liebesfilm                        | 98   | ja     | Mark Trevor |
| 1958 | Die letzte Nacht der Titanic               | A Night to Remember                   | Roy Ward Baker          | Filmdrama, Actionfilm             | 121  | nein   | Matrose der Titanic |
| 1958 |                                            | Women in Love                         | Julian Amyes            | Fernsehfilm                       | 120  | ja     | jüdischer Pianist / Nazi-Kriegsverbrecher |
| 1958 |                                            | Armchair Theatre                      | Philip Saville          | Fernsehserie, 1 Folge             | 60   | ja     | unbestimmte Rolle |
| 1959 | Das Geheimnis der verwunschenen Höhle      | Darby O’Gill and the Little People    | Robert Stevenson        | Fantasyfilm                       | 87   | ja     | Michael McBride |
| 1959 |                                            | Disneyland                            | Robert Stevenson        | Fernsehserie, 1 Folge             | 49   | ja     | Michael McBride |
| 1959 | Tarzans größtes Abenteuer                  | Tarzan’s Greatest Adventure           | John Guillermin         | Actionfilm, Abenteuerfilm         | 88   | ja     | O’Bannion |
| 1959 |                                            | ITV Play of the Week                  | verschiedene Regisseure | Fernsehserie, 3 Folgen            | 90   | ja     | verschiedene Rollen |
|      |                                            |                                       |                         | 1960er                            |      |        | |
| 1960 |                                            | BBC Sunday-Night Play                 | Naomi Capon             | Fernsehserie, 1 Folge             | 60   | ja     | Julien |
| 1960 |                                            | Riders to the Sea                     | George R. Foa           | Fernsehfilm                       |      | ja     | Bartley |
| 1960 |                                            | An Age of Kings                       | Michael Hayes           | Fernsehserie, 4 Folgen            | 60   | ja     | Henry Percy / Hotspur (Adaption von Shakespeares Drama Henry IV.) |
| 1960 |                                            | Without the Grail                     |                         | Fernsehfilm                       |      | ja     | Innes Corrie |
| 1961 |                                            | Adventure Story                       |                         | Fernsehserie, 5 Folgen            |      | ja     | Alexander |
| 1961 |                                            | Macbeth                               | Paul Almond             | Fernsehfilm                       | 85   | ja     | Macbeth (Adaption von Shakespeares Drama Macbeth) |
| 1961 | Die Peitsche                               | The Frightened City                   | John Lemont             | Kriminalfilm                      | 97   | ja     | Paddy Damion |
| 1961 | Das Schlitzohr                             | On the Fiddle                         | Cyril Frankel           | Komödie                           | 89   | ja     | Pedlar Pascoe |
| 1961 |                                            | Anna Karenina                         | Rudolph Cartier         | Fernsehfilm                       | 105  | ja     | Graf Alexei Wronski |
| 1962 | Der längste Tag                            | The Longest Day                       | Ken Annakin             | Kriegsfilm                        | 180  | ja     | Pvt. Flanagan |
| 1962 | James Bond – 007 jagt Dr. No               | Dr. No                                | Terence Young           | Agentenfilm                       | 110  | ja     | Der britische Geheimagent James Bond soll in Jamaika die Quelle mysteriöser Energiewellen lokalisieren, welche die Flugbahnen amerikanischer Raketen stören. Er stößt dabei auf den fanatischen Wissenschaftler Dr. No. Bond gelingt es, ihn zu stoppen und dessen geheime Anlage zu zerstören.                                |
| 1963 | Liebesgrüße aus Moskau                     | From Russia with Love                 | Terence Young           | Agentenfilm                       | 115  | ja     | James Bond soll in Istanbul ein sowjetisches Dechiffriergerät in seinen Besitz bringen und beginnt zu diesem Zweck eine Romanze mit Tatiana Romanova. Von der Verbrecherorganisation Phantom verfolgt, fliehen sie mit dem Orient-Express, bis es in Venedig zum Showdown kommt.                                               |
| 1964 | Die Strohpuppe                             | Woman of Straw                        | Basil Dearden           | Kriminalfilm                      | 117  | ja     | Anthony Richmond versucht an das Erbe seines wohlhabenden, auf einen Rollstuhl angewiesenen Onkels zu gelangen. |
| 1964 | Marnie                                     | Marnie                                | Alfred Hitchcock        | Psychothriller                    | 130  | ja     | Mark Rutland beobachtet seine Sekretärin beim Diebstahl. Er will die Hintergründe ihrer Tat erfahren und erpresst sie dazu, ihn zu heiraten. |
| 1964 | Goldfinger                                 | Goldfinger                            | Guy Hamilton            | Agentenfilm                       | 110  | ja     | James Bond wird auf Auric Goldfinger angesetzt, der durch den Schmuggel von Gold das internationale Währungssystem gefährdet. Bei seinen Ermittlungen findet er heraus, dass die Goldvorräte in Fort Knox durch die Explosion einer Atombombe kontaminiert werden sollen. Im letzten Augenblick kann er diesen Plan vereiteln. |
| 1965 | Ein Haufen toller Hunde                    | The Hill                              | Sidney Lumet            | Gefängnisfilm                     | 123  | ja     | Sergeant-Major Joe Roberts und vier weitere Gefangene widersetzen sich in einem Militär-Strafgefangenenlager in Nordafrika den brutalen und sadistischen Wärtern. |
| 1965 | James Bond 007 – Feuerball                 | Thunderball                           | Terence Young           | Agentenfilm                       | 130  | ja     | James Bond versucht auf den Bahamas, zwei verschwundene Nuklear-Sprengköpfe wiederzubeschaffen. Diese wurden von der Verbrecherorganisation Phantom entwendet, um die USA und Großbritannien zu erpressen. |
| 1965 | Eine junge Welt                            | Un monde nouveau                      | Vittorio De Sica        | Filmdrama                         | 83   | nein   | sich selbst (Cameoauftritt) |
| 1966 | Simson ist nicht zu schlagen               | A Fine Madness                        | Irvin Kershner          | Komödie                           | 104  | ja     | Samson Shillitoe ist ein genialer Dichter, der sich in psychiatrische Behandlung begibt, um seine Schreibblockade zu überwinden. |
| 1967 | James Bond 007 – Man lebt nur zweimal      | You Only Live Twice                   | Lewis Gilbert           | Agentenfilm                       | 117  | ja     | James Bond und Ninja-Kämpfer des japanischen Geheimdienstes müssen das Vorhaben der Verbrecherorganisation SPECTRE vereiteln, amerikanische und sowjetische Raumschiffe zu kapern und damit einen Atomkrieg zu provozieren. |
| 1967 |                                            | The Bowler and the Bunnet             | Sean Connery            | Dokumentarfilm                    | 60   | ja     | sich selbst (Connerys einziges Werk als Regisseur) |
| 1968 | Shalako                                    | Shalako                               | Edward Dmytryk          | Western                           | 113  | ja     | Shalako, ein Jäger und Trapper, muss im Wilden Westen eine europäische Jagdgesellschaft retten. |
| 1969 | Lauter Lügen                               | Male of the Species                   | Charles Jarrott         | Fernsehfilm                       | 90   | ja     | MacNeil |
| 1969 |                                            | ITV Saturday Night Theatre            | Charles Jarrott         | Fernsehserie, 1 Folge             | 78   | ja     | MacNeil |
| 1969 | Das rote Zelt                              | Krasnaja palatka                      | Michail Kalatosow       | Abenteuerfilm                     | 158  | ja     | Roald Amundsen bricht zu einer Rettungsexpedition in der Arktis auf, um die Überlebenden eines abgestürzten italienischen Luftschiffs zu retten. |
|      |                                            |                                       |                         | 1970er                            |      |        | |
| 1970 | Verflucht bis zum jüngsten Tag             | The Molly Maguires                    | Martin Ritt             | Filmdrama                         | 124  | ja     | Jack Kehoe führt eine geheime Organisation irischer Minenarbeiter in Pennsylvania an, die sich mit Anschlägen gegen ausbeuterische Minenbesitzer zur Wehr setzt. |
| 1971 | Der Anderson-Clan                          | The Anderson Tapes                    | Sidney Lumet            | Kriminalfilm                      | 99   | ja     | Der Dieb Duke Anderson zieht nach zehnjähriger Haft zu seiner alten Freundin. Er plant, das gesamte luxuriöse Gebäude, in dem sie lebt, auszurauben. |
| 1971 | Diamantenfieber                            | Diamonds Are Forever                  | Guy Hamilton            | Agentenfilm                       | 120  | ja     | Bei Ermittlungen nach Diamenenschmugglern deckt James Bond in Las Vegas ein Komplott seines Widersachers Blofeld auf, der mit gestohlenen Diamenten einen tödlichen Laser-Satelliten bauen lässt und die Nuklearmächte erpresst.                                                                                               |
| 1972 |                                            | España campo de golf                  | Raúl Peña               | Fernseh-Doku                      | 27   | ja     | sich selbst |
| 1973 | Sein Leben in meiner Gewalt                | The Offence                           | Sidney Lumet            | Psychothriller                    | 113  | ja     | Sergeant Johnson, ein ausgebrannter britischer Kriminalbeamter, rastet endgültig aus, als er einen mutmaßlichen Kinderschänder verhört. |
| 1974 | Zardoz                                     | Zardoz                                | John Boorman            | Science-Fiction, Fantasy          | 105  | ja     | Der Kämpfer Zed gelangt auf der postapokalyptischen Erde in den Vortex, wo eine Gemeinschaft gelangweilter Unsterblicher die Errungenschaften der menschlichen Zivilisation bewahrt. |
| 1974 | Die Uhr läuft ab                           | Ransom                                | Caspar Wrede            | Thriller                          | 89   | ja     | Col. Nils Tahlvik muss ein entführtes britisches Flugzeug retten und gleichzeitig die von Terroristen besetzte Residenz des Botschafters befreien. |
| 1974 | Mord im Orient-Expreß                      | Murder on the Orient Express          | Sidney Lumet            | Kriminalfilm                      | 128  | ja     | Colonel Arbuthnot |
| 1975 |                                            | The Dream Factory                     | Michael Negrin          | Dokumentarfilm                    |      | ja     | sich selbst |
| 1975 | Der Wind und der Löwe                      | The Wind and the Lion                 | John Milius             | Abenteuerfilm                     | 119  | ja     | Der Berber Raisuli entführt 1904 eine Amerikanerin und will dadurch einen internationalen Zwischenfall provozieren, um den Sultan von Marokko in Bedrängnis zu bringen. |
| 1975 | Der Mann, der König sein wollte            | The Man Who Would Be King             | John Huston             | Abenteuerfilm                     | 129  | ja     | Daniel Dravot wird in Kafiristan als Gott verehrt und dadurch größenwahnsinnig. |
| 1976 | Robin und Marian                           | Robin and Marian                      | Richard Lester          | Abenteuerfilm                     | 106  | ja     | Der alternde Robin Hood kehrt von den Kreuzzügen zurück und wird erneut in eine Fehde mit seinem alten Widersacher, dem Sheriff von Nottingham, verwickelt. |
| 1976 | Öl                                         | The Next Man                          | Richard C. Sarafian     | Actionthriller                    | 103  | ja     | Khalil Abdul-Muhsen, Außenminister Saudi-Arabiens, verliebt sich in eine Auftragsmörderin, die ihn eigentlich umbringen sollte. |
| 1977 | Die Brücke von Arnheim                     | A Bridge Too Far                      | Richard Attenborough    | Kriegsfilm                        | 175  | ja     | Major General Robert Urquhart |
| 1979 | Der große Eisenbahnraub                    | The First Great Train Robbery         | Michael Crichton        | Heist-Movie                       | 110  | ja     | Der Gentleman-Gauner Edward Pierce plant 1855 einen Überfall auf einen Postzug. Nach gelungenem Raub verhaftet, gelingt ihm später die Flucht. |
| 1979 | Meteor                                     | Meteor                                | Ronald Neame            | Katastrophenfilm, Science-Fiction | 108  | ja     | Paul Bradley wird beauftragt, einen mit Atomsprengköpfen bestückten Satelliten in Gang zu setzen. Dadurch soll ein sich der Erde nähernnder Asteroid gesprengt und die Menschheit gerettet werden. |
| 1979 | Explosion in Cuba                          | Cuba                                  | Richard Lester          | Thriller                          | 122  | ja     | Major Robert Dapes wird von der Regierung Fulgencio Batistas mit der Organisation des Kampfes gegen die Aufständischen um Fidel Castro beauftragt. |
|      |                                            |                                       |                         | 1980er                            |      |        | |
| 1981 | Outland – Planet der Verdammten            | Outland                               | Peter Hyams             | Science-Fiction                   | 112  | ja     | Marshal William T. O’Niel wird in eine Bergbaustation auf dem Jupitermond Io versetzt. Dort deckt er einen Drogenschmugglerring auf und muss sich gegen Killer zur Wehr setzen. |
| 1981 | Time Bandits                               | Time Bandits                          | Terry Gilliam           | Fantasyfilm, Komödie              | 116  | ja     | König Agamemnon / Feuerwehrmann |
| 1982 |                                            | G’olé!                                | Tom Clegg               | Dokumentarfilm                    | 101  | ja     | Erzähler |
| 1982 | Am Rande des Abgrunds                      | Five Days One Summer                  | Fred Zinnemann          | Filmdrama                         | 96   | ja     | Douglas Meredith und seine junge Geliebte, die sich später als seine Nichte herausstellt, werden in den Schweizer Alpen in eine „ménage à trois“ verwickelt. |
| 1982 | Flammen am Horizont                        | Wrong Is Right                        | Richard Brooks          | Komödie, Thriller                 | 117  | ja     | Nachrichtensprecher Patrick Hale jagt einer Terroristengruppe hinterher und deckt die Machenschaften amerikanischer Geheimdienste auf. |
| 1983 |                                            | Sean Connery’s Edinburgh              | Murray Grigor           | Fernseh-Doku                      | 29   | ja     | sich selbst |
| 1983 | Sag niemals nie                            | Never Say Never Again                 | Irvin Kershner          | Agentenfilm                       | 134  | ja     | James Bond, Neuverfilmung von Feuerball |
| 1984 | Camelot – Der Fluch des goldenen Schwertes | Sword of the Valiant                  | Stephen Weeks           | Fantasyfilm                       | 102  | ja     | Der grüne Ritter |
| 1986 | Highlander – Es kann nur einen geben       | Highlander                            | Russell Mulcahy         | Fantasyfilm                       | 116  | ja     | Juan Sánchez Villa-Lobos Ramírez |
| 1986 | Der Name der Rose                          | The Name of the Rose                  | Jean-Jacques Annaud     | Kriminalfilm                      | 130  | ja     | Der Franziskaner William von Baskerville untersucht im 14. Jahrhundert eine Serie mysteriöser Todesfälle in einem abgelegenen Kloster. |
| 1987 | The Untouchables – Die Unbestechlichen     | The Untouchables                      | Brian De Palma          | Kriminalfilm                      | 119  | ja     | Der Streifenpolizist Jim Malone ist Mitglied eines kleinen Ermittlerteams, das den Mafiaboss Al Capone überführen will. |
| 1988 | Presidio                                   | The Presidio                          | Peter Hyams             | Actionthriller                    | 97   | ja     | Lt. Colonel Alan Caldwell untersucht in San Francisco den Mord an einer Militärpolizistin. |
| 1988 | Memories of Me                             | Memories of Me                        | Henry Winkler           | Tragikomödie                      | 105  | ja     | sich selbst (Cameo-Auftritt) |
| 1989 | Indiana Jones und der letzte Kreuzzug      | Indiana Jones and the Last Crusade    | Steven Spielberg        | Abenteuerfilm                     | 127  | ja     | Professor Henry Jones senior sucht zusammen mit seinem Sohn Indiana nach dem Heiligen Gral. |
| 1989 | Family Business                            | Family Business                       | Sidney Lumet            | Heist-Movie                       | 110  | ja     | Jessie McMullen bricht mit seinem Sohn und seinem Enkel in ein Gentechnik-Labor ein. |
|      |                                            |                                       |                         | 1990er                            |      |        | |
| 1990 | Jagd auf Roter Oktober                     | The Hunt for Red October              | John McTiernan          | Action-Thriller                   | 134  | ja     | Der sowjetische Kapitän Marko Ramius will mit seinem Atom-U-Boot zu den USA überlaufen, was nach riskanten Täuschungsmanövern auch gelingt. |
| 1990 | Das Rußland-Haus                           | The Russia House                      | Fred Schepisi           | Thriller                          | 123  | ja     | Der Verleger Bartholomew Scott Blair, der geschäftlich in Moskau weilt, soll die Geheimnisse des sowjetischen Atomprogramms entgegennehmen, wird aber getäuscht. |
| 1991 | Highlander II – Die Rückkehr               | Highlander II: The Quickening         | Russell Mulcahy         | Fantasyfilm                       | 91   | ja     | Juan Sánchez Villa-Lobos Ramírez |
| 1991 | Robin Hood – König der Diebe               | Robin Hood: Prince of Thieves         | Kevin Reynolds          | Abenteuerfilm                     | 143  | nein   | König Richard I. |
| 1992 | Medicine Man – Die letzten Tage von Eden   | Medicine Man                          | John McTiernan          | Abenteuerfilm                     | 106  | ja     | Dr. Robert Campbell forscht in der Wildnis Amazoniens nach einem Heilmittel gegen Krebs. |
| 1993 |                                            | The Thief and the Cobbler             | Richard Williams        | Zeichentrickfilm                  | 72   | ja     | Schuhmacher Tack (Synchronsprecher) |
| 1993 | Die Wiege der Sonne                        | Rising Sun                            | Philip Kaufman          | Thriller                          | 125  | ja     | Captain John Connor fahndet nach dem Mörder eines Callgirls, die im Konferenzzimmer eines japanischen Konzerns tot aufgefunden wird. |
| 1994 | A Good Man in Africa                       | A Good Man in Africa                  | Bruce Beresford         | Komödie                           | 94   | ja     | Dr. Alex Murray |
| 1995 | Im Sumpf des Verbrechens                   | Just Cause                            | Arne Glimcher           | Thriller                          | 102  | ja     | Jura-Professor Paul Armstrong soll einen zum Tode Verurteilten verteidigen, der sich nach der Freilassung tatsächlich als Mörder herausstellt. |
| 1995 | Der 1. Ritter                              | First Knight                          | Jerry Zucker            | Filmdrama                         | 134  | ja     | König Arthur muss sich gegen einen Kriegsherr verteidigen, der ihn und die Ritter der Tafelrunde von der Macht verdrängen will. |
| 1996 | Dragonheart                                | Dragonheart                           | Rob Cohen               | Filmdrama                         | 103  | ja     | Draco (Synchronsprecher) |
| 1996 | The Rock – Fels der Entscheidung           | The Rock                              | Michael Bay             | Action-Thriller                   | 136  | ja     | Captain John Patrick Mason soll einen Kommandotrupp auf die Gefängnisinsel Alcatraz einschleusen, um einen Giftgasanschlag auf San Francisco zu vereiteln. |
| 1998 | Mit Schirm, Charme und Melone              | The Avengers                          | Jeremiah S. Chechik     | Action-Komödie                    | 89   | ja     | Sir August de Wynter erpresst mit einer Wettersteuerungsmaschine die Regierungen der Welt. |
| 1998 | Leben und lieben in L.A.                   | Playing by Heart                      | Willard Carroll         | Liebesdrama                       | 121  | ja     | Paul |
| 1999 | Verlockende Falle                          | Entrapment                            | Jon Amiel               | Heist-Movie                       | 113  | ja     | Meisterdieb Robert MacDougal soll von Meisterdiebin Virginia, die für eine Versicherung arbeitet, in eine Falle gelockt werden. |
|      |                                            |                                       |                         | 2000er                            |      |        | |
| 2000 | Forrester – Gefunden!                      | Finding Forrester                     | Gus Van Sant            | Filmdrama                         | 136  | ja     | Der verbitterte und zurückgezogen lebende Autor William Forrester fördert ein afro-amerikanisches Nachwuchstalent. |
| 2003 |                                            | Freedom: A History of Us              | Philip Kunhardt         | Fernsehserie, 1 Folge             |      | ja     | John Muir |
| 2003 | Die Liga der außergewöhnlichen Gentlemen   | The League of Extraordinary Gentlemen | Stephen Norrington      | Fantasy-Actionfilm                | 110  | ja     | Allan Quatermain und sechs andere Helden der Literatur des 19. Jahrhunderts müssen die Welt innerhalb von 96 Stunden retten. |
| 2005 | Liebesgrüße aus Moskau                     | From Russia with Love                 |                         | Computerspiel                     |      | ja     | James Bond (Synchronstimme) |
| 2006 |                                            | Sir Billi the Vet                     | Tessa Hartmann          | Zeichentrick-Kurzfilm             |      | ja     | Sir Billi (Synchronstimme) |
|      |                                            |                                       |                         | 2010er                            |      |        | |
| 2012 |                                            | Sir Billi                             | Sascha Hartmann         | Zeichentrickfilm                  | 80   | ja     | Sir Billi (Synchronstimme) |